# Саар на Олимпийских играх
Протекторат Саар существовал с 1947 по 1956 годы. Национальный олимпийский комитет Саара был создан летом 1950 года. После воссоединения Саара с ФРГ, Национальный олимпийский комитет Саара самораспустился в феврале 1957 года.
Спортсмены Саара приняли участие в одних летних Олимпийских играх, на которых страну представляли 31 мужчина и 5 женщин, принимавшие участие в соревнованиях по академической гребле, боксу, греко-римской борьбе, спортивной гимнастике, гребле на байдарках и каноэ, лёгкой атлетике, плаванию, стрельбе и фехтованию. Олимпийских медалей спортсмены Саара не завоёвывали.

## Зимние Олимпийские игры 1952года
В связи с отсутствием подготовленных спортсменов в зимних видах спорта, Саар не участвовал в Зимних Олимпийских играх 1952 года, хотя и получил формальное приглашение в Осло.

## Летние Олимпийские игры 1952года
Сборная Саара не завоевала ни одной медали, и в общем командном зачёте оказалась на 44-м месте из 69 стран. 

## Летние Олимпийские игры 1956года
На референдуме 23 октября 1955 года 67,7 % от принявших участие в голосовании (из 96,5 % населения) высказались за воссоединение Саара с ФРГ. Поэтому, несмотря на формальную возможность отдельного выступления, спортсмены Саара на летних Олимпийских играх 1956 года выступали в составе Объединённой германской команды. На этих играх Тереза Ценц завоевала серебряную медаль в гребле на каноэ на дистанции 500 м.

## Количество участников на летних Олимпийских играх
| Вид спорта                  | 1952  | Всего |
| --------------------------- | ----- | ----- |
| Академическая гребля        | 7     | 7     |
| Бокс                        | 3     | 3     |
| Греко-римская борьба        | 3     | 3     |
| Спортивная гимнастика       | 6     | 6     |
| Гребля на байдарках и каноэ | 3(1)  | 3(1)  |
| Лёгкая атлетика             | 6(4)  | 6(4)  |
| Плавание                    | 1     | 1     |
| Стрельба                    | 2     | 2     |
| Фехтование                  | 5     | 5     |
| Всего спортсменов           | 36(5) | 36(5) |

- в скобках приведено количество женщин в составе сборной